# Maria Zidaru
Maria Zidaru (născută Crișan la 2 ianuarie 1920 la Pomi, Satu Mare - d. 1972 la Păulești, Satu Mare) a fost un om politic comunist român. A fost președintă a gospodăriei agricole colective „Steagul lui Lenin” din satul Păulești, comuna Ambud, raionul Satu Mare, regiunea Baia Mare. Maria Zidaru a fost decorată cu Ordinul Muncii (1950), a primit titlul de Erou al Muncii Socialiste și Medalia de Aur Secera și Ciocanul (1959).

## Funcții
- membru al Biroului raional de partid Satu Mare (din 1952);
- membru al Comitetului regional de partid și al Consiliului regional al femeilor Baia Mare (din 1952);
- membru al Consiliului Superior al Agriculturii.

## Distincții
- Ordinul Muncii clasa I-a (20 mai 1953)[2]
- titlul de Erou al Muncii Socialiste din Republica Populară Romînă și Medalia de Aur „Secera și Ciocanul” (12 august 1959) „pentru muncă devotată pe tărîmul construcției socialiste și rezultate deosebite în întărirea economico-organizatorică a gospodăriilor agricole colective pe care le conduc, pentru obținerea de recolte bogate și sporirea numărului de animale”[3]
- Ordinul „23 August” clasa a IV-a (10 august 1964) „pentru merite deosebite în opera de construire a socialismului, cu prilejul celei de a XX-a aniversări a eliberării patriei”[4]
- Ordinul „Steaua Republicii Socialiste România” clasa a III-a (4 mai 1971) „cu prilejul aniversării a 50 de ani de la constituirea Partidului Comunist Român, [...] pentru merite deosebite în opera de construire a socialismului”[5]